# Joséphine Boulay

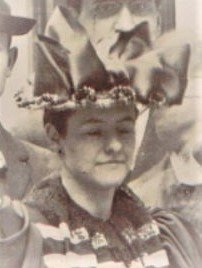
Joséphine Boulay (1895)

Joséphine Pauline Boulay (* 22. Mai 1869 in Paris; † 5. August 1925 ebenda) war eine französische Organistin, Komponistin und Musikpädagogin.

## Leben und Werk
Joséphine Boulay wurde am 22. Mai 1869 im 17. Pariser Arrondissement als Tochter von Charles Alfred Boulay und Louise Joséphine Chambon ehelich geboren. Sie erblindete im Alter von drei Jahren. Mit sieben Jahren besuchte sie die Schule der Blinden Schwestern von Saint-Paul (französisch Sœurs aveugles de Saint-Paul), und mit neun Jahren wurde sie Schülerin am Institut National des Jeunes Aveugles (INJA), dem Nationalen Institut für junge Blinde.
Da sie eine bemerkenswerte musikalische Begabung zeigte, bewarb Boulay sich am Pariser Konservatorium und wurde 1887 in die Orgelklasse von César Franck aufgenommen. Als erste Frau gewann sie 1888 am Konservatorium einen Ersten Preis für Orgel. Obwohl das Nationale Blindeninstitut sie inzwischen als Lehrerin angestellt hatte und sie die Orgel- und Kompositionsklassen der Einrichtung leitete, setzte sie gleichzeitig ihre musikalische Ausbildung am Pariser Konservatorium fort. Dort gewann sie 1890 einen Zweiten Preis in Harmonielehre in der Klasse von Charles Lenepveu, 1895 einen Zweiten Preis in Kontrapunkt und Fuge in der Klasse von Jules Massenet und 1897 einen Ersten Preis in der Kompositionsklasse von Gabriel Fauré. Für ihre „zahlreichen und so glänzenden Erfolge am Konservatorium“ wurde Boulay mit dem Orden Palmes académiques ausgezeichnet.

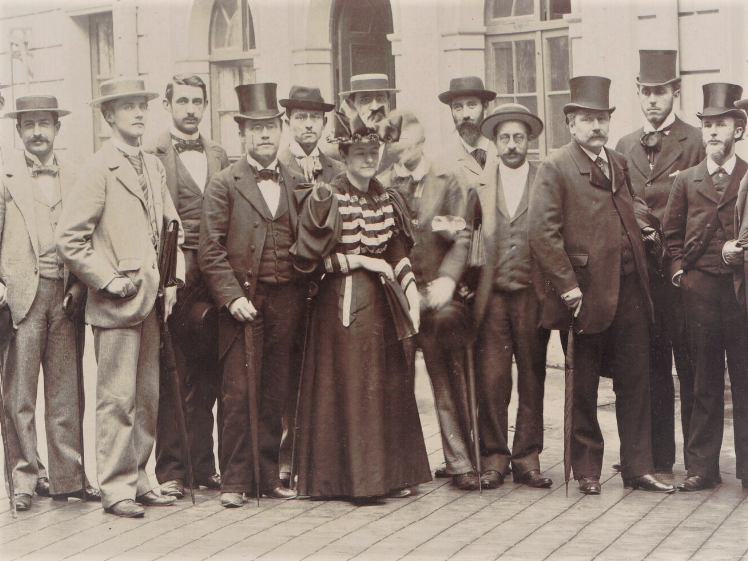
Joséphine Boulay mit weiteren Mitgliedern der Kompositionsklasse am Pariser Konservatorium, 1895

Eines der wenigen erhaltenen historischen Fotos von Boulay zeigt sie im Jahr 1895 – als einzige Frau inmitten ihrer männlichen Kollegen der Kompositionsklasse des Pariser Konservatoriums stehend. Das Gruppenfoto wurde von dem bekannten Pariser Fotografen Eugène Pirou (1841–1909) anlässlich des 100-jährigen Jubiläums des Konservatoriums aufgenommen.

Boulay unterrichtete 37 Jahre lang junge Blinde in den Fächern Orgel, Komposition, Harmonielehre und Klavier – mit Wohlwollen, aber auch hohem Anspruch. Ihre pädagogische Leitlinie lautete: 

« Aimez bien le travail, avec lui, on arrive à oublier bien des peines. Par le travail on triomphe de tout. »

„Liebt die Arbeit, durch sie gelangt man dazu, viele Mühen zu vergessen. Durch die Arbeit triumphiert man über alles.“

Nach achtmonatiger schwerer Krankheit starb Joséphine Boulay am 5. August 1925 im Alter von 56 Jahren in ihrer Wohnung am Boulevard les Invalides im 7. Pariser Arrondissement.

## Werke (Auswahl)
Zu ihren Kompositionen zählen:
- Chant de paix, für dreistimmigen Frauenchor mit Klavierbegleitung (1896), Ed. Heugel
- 3 Pièces: Andante, Prélude, Fugue, für Orgel, Ed. Durand (1898)
- 6 Motets à la Sainte Vierge et au Saint-Sacrement (1900), für Singstimme und Orgel oder Harmonium, Ed. Enoch
- Suite pour violon et piano (1902), Ed. Enoch